# Silo (Indonesië)
Silo is een bestuurslaag in het regentschap Jember van de provincie Oost-Java, Indonesië. Silo telt 10.228 inwoners (volkstelling 2010).